# رضوی عاشور
رضوی عاشور (انگلیسی: Radwa Ashour; زاده ۲۶ مهٔ ۱۹۴۶ – درگذشته ۳۰ نوامبر ۲۰۱۴) نویسنده، منتقد ادبی، و استاد دانشگاه اهل مصر بود.

## سال‌های ابتدایی زندگی
عاشور در سال ۱۹۴۶ در حومه شهر قاهره متولد شد.

## تحصیلات
عاشور کارشناسی ارشد خود را در رشته ادبیات انگلیسی در سال ۱۹۷۲ از دانشگاه قاهره گرفت. وی موفق به دریافت درجه دکترا در رشته ادبیات آفریقایی-آمریکایی از دانشگاه ماساچوست در سال ۱۹۷۵ شد.

## ازدواج
او با مرید برغوثی شاعر فلسطینی ازدواج کرد. رضوی عاشور مادر تمیم برغوثی (شاعر) است.

## جوایز
عاشور در سال ۲۰۰۷ برنده جایزه ادبیات کنستانتین کاوافی شد.

## آثار
- من پناهنده نیستم[۳]
- سه‌گانه گرانادا

این کتاب توسط دانشگاه هاروارد ترجمه شده‌است و یکی از ۱۰۰ آثار ادبی عرب است و این کتاب، جایزه کتاب سال در سال ۱۹۹۴ را دریافت کرد.
- کامیون آبی
- سراج

## درگذشت
وی در سال 2014 پس از سال‌ها مبارزه با بیماری در قاهره درگذشت.